# Katrina Guillou
Katrina Guillou, née le 19 décembre 1993 à Washington aux États-Unis, est une footballeuse internationale philippine. Elle joue au poste de milieu offensive ou d'attaquante au DC Power.

## Biographie
Katrina Guillou naît le 19 décembre 1993 à Washington, aux États-Unis, d'une mère philippine, Lorna (née Rivera), et d'un français, Yves Guillou,. Originaire de Fort Washington, dans le Maryland, elle étudie à la Bishop Ireton High School en Virginie et joue dans l'équipe féminine de football de son école.
En 2012, Guillou commence à fréquenter l'Université de Caroline du Nord à Wilmington et à faire partie de l'équipe de football des UNC Wilmington Seahawks.

### En club
Après avoir obtenu son diplôme de l'UNCW, Guillou signe dans le club finlandais d'Oulu Nice Soccer en 2016,. Elle part ensuite pour la Suède afin de jouer pour le Morön BK. En décembre 2020, elle rejoint le Piteå IF.

### En sélection
Lorsqu'elle est encore joueuse universitaire, son entraîneur la convainc de rejoindre une équipe nationale. Deux ans avant la Coupe d'Asie, elle envoie à la Fédération des Philippines une vidéo de ses débuts en Suède, ce qui lui permet d'obtenir un passeport philippin afin de pouvoir jouer pour l'équipe nationale.
Elle fait partie de l'équipe des Philippines qui participe à la Coupe d'Asie 2022 en Inde. Guillou joue sa première rencontre avec les Philippines lors de la victoire un but à zéro de l'équipe nationale contre la Thaïlande à la Coupe d'Asie féminine 2022. Lors de ce même tournoi, elle inscrit son premier but pour les Philippines lors du dernier match de groupe, une victoire six buts à zéro contre l'Indonésie. La joueuse est incluse dans l'équipe qui dispute le match historique des quarts de finale contre Taipei chinois, qui se solde par une séance de tirs au but après un match nul 1-1. L‘équipe termine sa campagne par une défaite 0-2 contre la Corée du Sud en demi-finale. En conséquence, les Philippines sont qualifiées pour la première fois de leur histoire pour une Coupe du monde. 
Le 11 avril 2022, Guillou marque son premier triplé lors d'un match amical contre les Fidji, que les Philippines remportent huit buts à zéro.

## Palmarès
Équipe des Philippines
- Championnat d'Asie du Sud-Est (1) :
  - Vainqueure : 2022.